# 質実剛健
質実剛健（しつじつごうけん）は、明治時代の日本からの言葉。

## 概要
全く飾り気が無くて、真面目で、強くて、しっかりしているさまを意味する。質は質朴で実は誠実を意味し、質実は飾り気が無くまじめなことを意味する。剛健は心や体が強く逞しいことを意味する。
学校や会社の気風が質実剛健になっている場合がよくある。専修大学、中央大学、日本大学、法政大学、明治大学の「東京・神田5大学」は質実剛健という校風であり、神田に創設されてから1世紀を越えた現在にも受け継がれている。中央大学は1914年の卒業式での学長訓示を機関紙に掲載するにあたり、「質実剛健の校風」という表題がつけられた。

### 由来
日本では明治維新が終わって鎖国政策が無くなっていた時期の明治政府によって『戊申詔書』という書物が発布され、この『戊申詔書』が質実剛健の由来である。この書物には明治天皇による国民に対しての期待が述べられている。この書物では、日本の国を産業革命後の欧米列強と比較したならば国力や技術が劣っているということへの不安が抱かれている。このため国民は忠実に仕事に励み、勤勉に倹約をして生計を立てて、自らの実質を重んじて自ら励み勉め続けなければならないということが求められている。